# Slavenka Drakulić
Slavenka Drakulić (ur. 4 lipca 1949 w Rijece, ówczesnej Jugosławii) – chorwacka pisarka, dziennikarka i eseistka.
Zajmuje się głównie tematyką społeczną oraz kulturalną Chorwacji i krajów byłej Jugosławii, w tym doświadczeniem komunizmu i wojnami w pierwszej połowie lat 90. XX wieku, po rozpadzie Jugosławii.

## Życiorys
Studiowała literaturę porównawczą i socjologię na Uniwersytecie w Zagrzebiu. Później pracowała jako dziennikarka tygodnika Dnes i dwutygodnika Start, zajmując się głównie tematami feministycznymi. Na początku lat 90. XX w. z powodu nagonki nacjonalistycznej musiała czasowo wyemigrować z Chorwacji do Szwecji. Poślubiła szwedzkiego dziennikarza i pisarza Richarda Swartza.
Publikowała artykuły w wielu czasopismach różnych krajów, m.in. w: The Nation, La Stampa, Dagens Nyheter, Frankfurter Allgemeine Zeitung, Eurozine i Politiken. Jej twórczość została przetłumaczona na wiele języków, w tym polski. Mieszka zarówno w Sztokholmie, jak i Zagrzebiu.

## Wybrana twórczość

### Publicystyka
- 1984: Smrtni grijesi feminizma
- 1991: How We Survived Communism and Even Laughed
- 1993: Balkan Express: Fragments from the Other Side of the War
- 1996: Cafe Europa: Life After Communism
- 2003: Oni nie skrzywdziliby nawet muchy (Oni ne bi ni mrava zgazili, wyd. polskie 2006)
- 2006: Ciało z jej ciała (Tijelo njenog tijela, wyd. polskie WAB, 2012 ISBN 978-83-7747-788-5)

### Powieści
- 1987: Hologrami straha
- 1989: Mramorna koža
- 1995: Božanska glad
- 1999: Kao da me nema
- 2007: Frida ili o boli
- 2012: Optužena